# Porto Cristo
Porto Cristo är en ort i Spanien.   Den ligger i regionen Balearerna, i den östra delen av landet, 600 km öster om huvudstaden Madrid. Porto Cristo ligger 6 meter över havet och antalet invånare är 7 355. Den ligger på ön Mallorca.
Terrängen runt Porto Cristo är huvudsakligen platt, men västerut är den kuperad. Havet är nära Porto Cristo åt sydost.  Närmaste större samhälle är Manacor, 11,1 km väster om Porto Cristo. 